# Geisenbrunn
Geisenbrunn ist ein Gemeindeteil der oberbayerischen Gemeinde Gilching im Landkreis Starnberg.

## Lage
Das Kirchdorf liegt auf der Gemarkung Argelsried und wird im Norden von der Bahnstrecke Pasing–Herrsching begrenzt, im Osten von der Hochspannungstrasse und im Süden von der Bundesautobahn 96. Es liegt außerdem genau unter der Einflugschneise der Piste 22 des Flugplatz Oberpfaffenhofen. Im Süden des Ortsgebiets ist ein kleiner Löschweiher vorhanden, nordwestlich befinden sich einige Baggerseen.

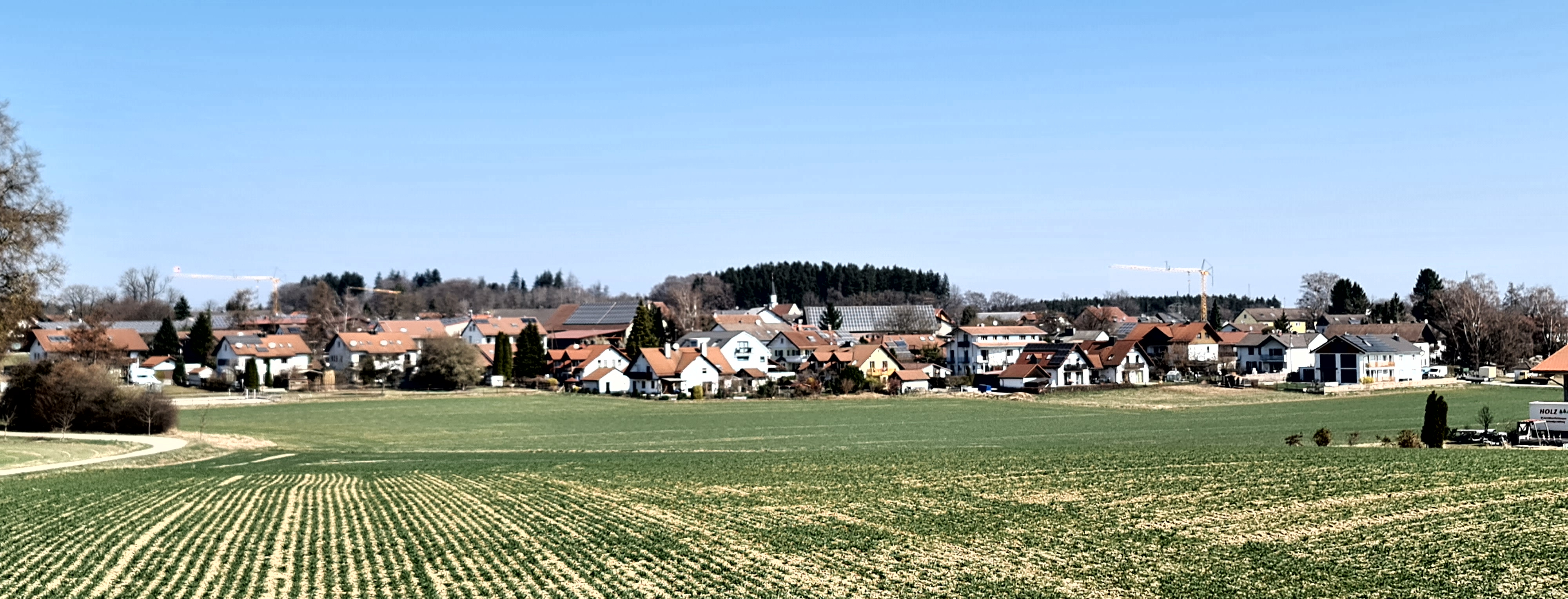
Ortsansicht von Süden

## Geschichte
Erstmals urkundlich erwähnt wurde Geisenbrunn 1442 als Geyselprunn.
Das bayerische Urkataster zeigt Geisenbrun in den 1810er Jahren als einen Weiler mit zwölf Herdstellen. Die Wirtschaftsflächen sind durch Erbfolge bereits stark kleinräumig zersiedelt.
Die 1856 im neugotischen Stil erbaute Kapelle Mariä Heimsuchung ist ein geschütztes Baudenkmal.

Im Ortskern von Geisenbrunn

Im Jahr 1903 erhielt der Ort mit dem Haltepunkt Geisenbrunn an der Bahnstrecke Pasing–Herrsching Anschluss an das Eisenbahnnetz.
Bis zur Gemeindegebietsreform gehörte Geisenbrunn zur Gemeinde Argelsried, die 1978 nach Gilching eingemeindet wurde.

## Verkehr
- Knapp zwei Kilometer südwestlich des historischen Ortskernes besteht eine Auffahrtsmöglichkeit zu der E 56
- Der Bahn-Haltepunkt wird von der Linie S 8 der S-Bahn München zwischen Herrsching und dem Flughafen München bedient. Geisenbrunn befindet sich im Gebiet des Münchner Verkehrs- und Tarifverbunds.
- Vier Kilometer südwestlich von Geisenbrunn liegt der Flugplatz Oberpfaffenhofen (siehe auch Deutsches Raumfahrt-Kontrollzentrum).